# Combat d'Épinay-sur-Seine
Guerre franco-prussienne de 1870
Siège de Paris
Batailles
- Chronologie de la guerre franco-prussienne de 1870
- Sarrebruck (08-1870)
- Wissembourg (08-1870)
- Forbach-Spicheren (08-1870)
- Wœrth (08-1870)
- Bitche (08-1870)
- Phalsbourg (08-1870)
- Borny-Colombey (08-1870)
- Strasbourg (08-1870)
- Mars-la-Tour (08-1870)
- Toul (08-1870)
- Gravelotte (08-1870)
- Metz (08-1870)
- Nouart (08-1870)
- Beaumont (08-1870)
- Noisseville (08-1870)
- Sedan (08-1870)
- Montmédy (09-1870)
- Soissons (09-1870)
- Siège de Paris et chronologie du siège (09-1870)
- Nompatelize (10-1870)
- Bellevue (10-1870)
- Châtillon (10-1870
- Châteaudun (10-1870)
- Buzenval (10-1870)
- Bourget (10-1870)
- Dijon (10-1870)
- Belfort (11-1870)
- La Fère (11-1870)
- Langres (11-1870)
- Bouvet et Meteor (navale) (11-1870)
- Coulmiers (11-1870)
- Thionville (11-1870)
- Châtillon-sur-Seine (11-1870)
- Villers-Bretonneux (11-1870)
- Beaune-la-Rolande (11-1870)
- Champigny (11-1870)
- Orléans (12-1870)
- Loigny (12-1870)
- Châteauneuf (12-1870)
- Beaugency (12-1870)
- Longeau (12-1870)
- l’Hallue (12-1870)
- Siège de Péronne (1871)
- Bapaume (01-1871)
- Villersexel (01-1871)
- Le Mans (01-1871)
- Héricourt (01-1871)
- Saint-Quentin (01-1871)
- Buzenval (01-1871)

Le combat d'Épinay-sur-Seine, où plus simplement combat d'Épinay, eut lieu le 30 novembre 1870, durant le siège de Paris, pendant la guerre franco-prussienne.

## Préambule
Le 30 novembre 1870 le vice-amiral La Roncière-Le Noury se rend devant Épinay-sur-Seine, où la brigade Hanrion, massée derrière des plis de terrain en avant du fort de la Briche, attend le signal de l'attaque, afin de faire diversion et fixer les troupes allemandes, et aider à la bataille principale de Champigny.

Il a disposé en avant de la Grand'Garde qui fait face au village, deux colonnes d'attaque :
- La première, destinée à tourner Épinay par la rive droite de la Seine (flanc gauche du village) et à y pénétrer en même temps, se compose :
  - De deux compagnies de marins-fusiliers, 
    - l'une commandée par le lieutenant de vaisseau Eugène Glon-Villeneuve[2] et l'enseigne Félix Marie Salaün de Kertanguy[3];
    - l'autre, par le lieutenant de vaisseau Jean-Louis Cordier[4] et l'enseigne Néron.

  - Du 1er bataillon de la Garde mobile de la Seine, sous le commandement du chef de bataillon, baron Saillard[5].
- La seconde colonne d'attaque, devant attaquer le village, de front, est formée :

1. Du 135e régiment de ligne, commandé par le colonel, comte de Boisdenemetz[6]
2. Du 10e bataillon de la Garde mobile de la Seine, sous le ordres du chef de bataillon Déchanet, sous la direction du lieutenant-colonel Dautremont[7] ;
3. Du 2e bataillon de la Garde précitée, devant appuyer le mouvement du 1er bataillon sur le flanc gauche d'Épinay.

## Le combat
À un signal convenu, à deux heures de l'après-midi, le fort de la Briche, la batterie flottante no 4 et la batterie de 4, établie sur la rive droite de la Seine dans la presqu’île de Gennevilliers, ouvrent sur Épinay une vive canonnade qui dure une demi-heure. L'amiral donne alors l'ordre au général Hanrion de lancer les colonnes d'attaque.
Le lieutenant de vaisseau Glon-Villeneuve, à la tête de ses marins, se porte en avant, sur le chemin de halage, enlève la barricade qui s'y trouve à la hauteur de l'entrée du village, et y pénètre en un instant en rasant ou en escaladant le mur qui sert de clôture au flanc gauche. D'autres marins escaladent les murs du parc et en chassent les Prussiens. 

Dans le même temps la première colonne d'attaque, composée des quatre premiers pelotons du 1er bataillon de la garde mobile de la Seine, franchi la brèche que vient d'ouvrir la batterie flottante no 4, sous la conduite du lieutenant de vaisseau Pougin de la Maisonneuve, pénètre dans Épinay en suivant, intérieurement, le mur d'enceinte, tandis que les marins qui ont enlevé la barricade du bord de l'eau, suivent le chemin de halage et se dirigent vers l'extrémité du village.
Après cette action, la seconde colonne ne tarde pas à s'ébranler :
 
Au centre le 135e de ligne et le 10e bataillon de la Garde mobile de la Seine de la Seine attaquent le village de front par la grande rue, et y pénètrent après une fusillade meurtrière.
 
À gauche, le 2e bataillon de la Garde mobile de la Seine suit le chemin de halage, prend la rue du Sentier, qui se trouve immédiatement après la brèche et va se joindre aux combattants du 1er bataillon de la Garde mobile de la Seine.
La batterie de 4 et la batterie flottante sont couvertes d'obus par les canons prussiens d'Orgemont, mais n'éprouvent aucun dommage. Après la prise de la grande maison, dite le Château, située au cœur du village, les 135e de ligne et le 10e bataillon de la garde mobile de la Seine opèrent leur jonction avec les 1er et 2e bataillons de la même arme, au centre du village.

Le général Hanrion qui dirige l'attaque au milieu de ses troupes, continue l'attaque le village de front, et après une fusillade meurtrière, le combat de rues et de maisons commence. On se fusille de près et l'on se masque le plus adroitement possible.
Le fort de la Briche dirige son tir sur la droite d'Épinay où les Prussiens sont refoulés. Le lieutenant de vaisseau Pougin de La Maisonneuve conduit la batterie flottante un peu plus loin, par le travers du village, prêt à battre les rues latérales, dans le cas où nos hommes seraient ramenés. II dirige son feu en arrière du village, de façon à empêcher les renforts prussiens qui descendent d'Enghien et de Saint-Gratien, d'entrer en action.
Après un violent combat de rues, nos troupes achèvent d'enlever le village, les Prussiens sont refoulés sur la droite, ou les forts dirigent un feu très vif. Une batterie prussienne, établie à Montmorency, tire perpendiculairement à la route, entre Épinay et Saint-Denis, pour empêcher l'arrivée de renforts. 

À quatre heures, une nuée de Saxons descendent les hauteurs d'Orgemont et de Montmorency. À la même heure, un aide de camp du vice amiral, informe le général Hanrion que, conformément aux ordres du gouverneur, Louis Trochu, il doit évacuer le village et rentrer à Saint-Denis avant la nuit.
Au coucher du soleil, le général rallie, non sans peine, son monde qui s'acharnait au combat, en battant en retraite par la grande rue du village, et rentre dans ses cantonnements. Alors que l'on sonnait la retraite, le commandant Saillard, chef du 1er bataillon de la Garde mobile de la Seine voulant de son côté faire un dernier mouvement offensif au moment de quitter la place de l'Église, reçu trois blessures graves.

Maigre la sonnerie de la retraite, le lieutenant Gauthier, de la 3e compagnie, a continue de combattre contre des forces supérieures et n'a du qu'à son énergie et à son sang-froid d'éviter le mouvement tournant de l'ennemi.

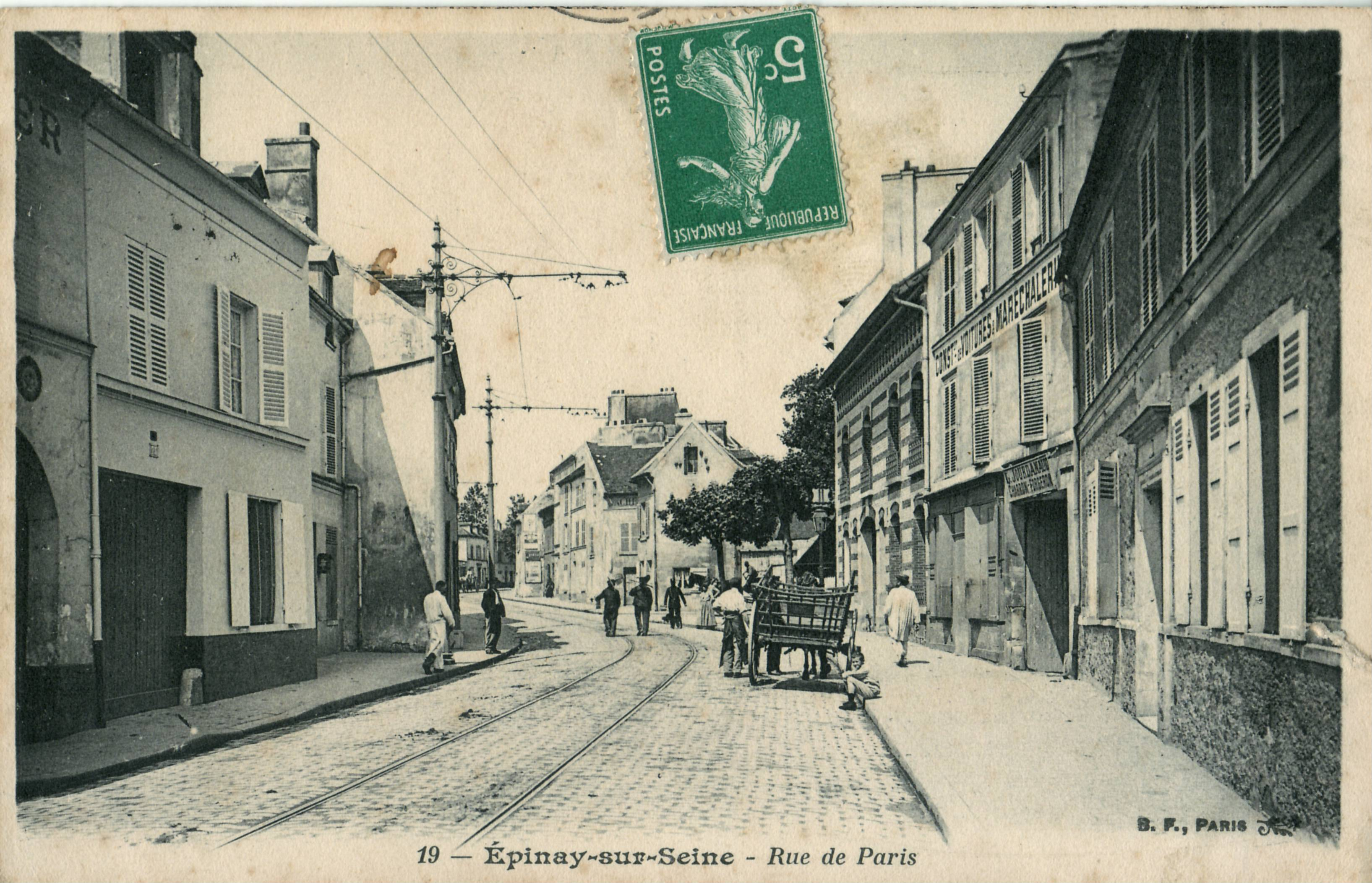
La rue de Paris et la maison criblée de balles à droite
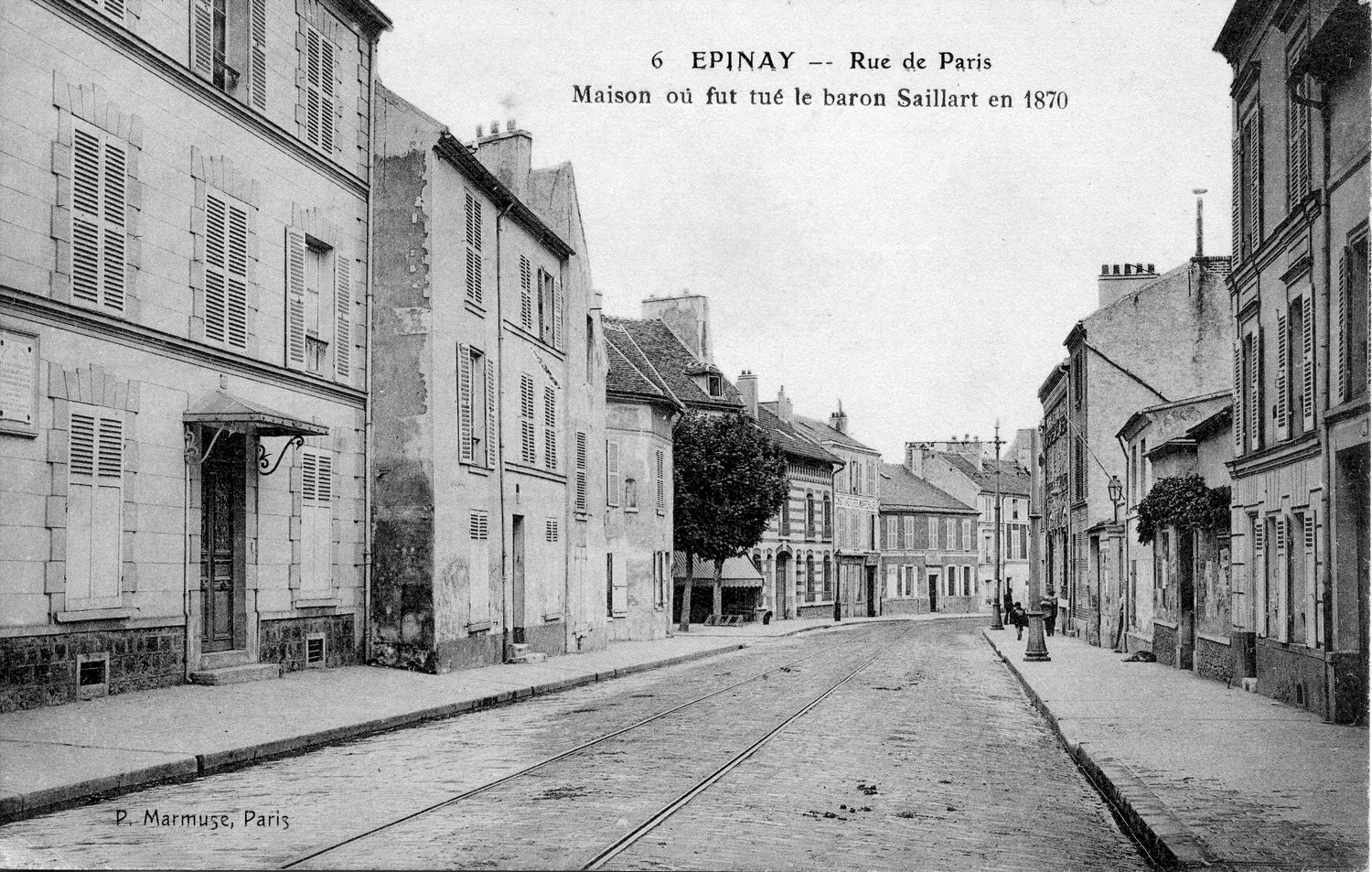
Maison ou fut tué le baron Saillart, rue de Paris

## Bilan
Durant cette attaque, les pertes françaises sont : 36 tués, dont 3 officiers, et 237 blessés, dont 19 officiers. Parmi ceux-ci, le commandant Ernest Édouard Saillard, du 1er bataillon de la Garde mobile de la Seine, qui commandait la première colonne d'attaque, reçoit trois blessures et succombe le 13 décembre 1870.

72 prisonniers du 79e régiment d'infanterie saxon, dont un aide de camp, des munitions, deux fusils de rempart en bronze, restent entre les mains des troupes françaises.